# ベネトン・B190
ベネトン・B190 (Benetton B190) は、ベネトン・フォーミュラが開発したフォーミュラ1カー。ロリー・バーンとジョン・バーナードを責任者として設計され、1990年シーズンから1991年シーズン序盤にかけて使用された。

## 概要

### 開発
前作B189の発展バージョンであり、全体の原設計はロリー・バーンをチーフとするベネトン・デザインチームによるものである。それを前年までスクーデリア・フェラーリに在籍し'89年末にベネトンに加わったジョン・バーナード率いる先行開発グループが各部を見直し、協力して改良を加えた。バーナードの影響が出ている部分は、これまでバーン作のベネトンの特徴であった大型のフロントウィングが廃され、メインウィングと角度調節が可能な小型フラップで構成されるコンベンショナルな2段タイプとなり、B189の弱点であったフロントの神経質な特性に対してセッティング変更での対応がしやすい方向へと舵が切られた点がバーナードの合理的な思想によるものであった。
エンジンはフォードHBのシリーズIIIを搭載。第9戦ドイツGPよりシリーズIVが投入された。1990年のタイヤはグッドイヤー製を装着した。
安全面での新レギュレーション施行により、トライバー頭上のロールオーバー・バーの寸法がこれまでより高く義務付けられたため、他チーム同様のドライバー頭上に吸入口があるタイプへと変更され、これまでのベネトンの特徴であった左右に吸気口のあるエンジンカバーが廃された。この変更はバーナードによるものではなくバーンによるもので、「レギュレーション変更により頭上にエアボックスを創った方が有利だと判断した。ボディ形状とフロントウィングも新しくなったが、サイドポッド後部などはB189と同じなんだ。変える必要が無かったからね。空力で最も注意したのは、車高の変化に対する過敏な反応を消すことだった。B189で問題となったフロントのセッティングの出しにくさについてはかなりやりやすくなると思う」と開発コンセプトを述べている。フロントサスペンションをプルロッドからプッシュロッドに変更し、フロントのショック・アブソーバーの配置は左右非対称（そのためプッシュロッドのピポッド位置が上方から見て左右ずれている）のレイアウトとなりB190の大きな特徴となっている。このダンパー配置はバーンがB187で導入していた原理の再導入であった。ショック・アブソーバーのレイアウト変更の影響でノーズが高くなり、プッシュロッドのピボット辺りからノーズ先端に向けて鉤鼻のように急角度で垂れ下がるデザインとなった。歴代のベネトンマシンらしさとは離れたスマートさを欠くデザインとなったが、バーンは「ドラッグの大部分は車体後部で発生するから、このノーズ形状でもマシンの空力特性に悪影響はない。」と説明している。
なお、バーンはこの1990年シーズン夏にかつての盟友であるトールマンのテッド・トールマンとアレックス・ホークリッジが首脳として関与していたレイナードF1計画からオファーを受け、バーナードのベネトン加入によって自分で最終決定を下せる範囲が狭まったことなどもあり、レイナードへの移籍を決断しベネトンを去った（1991年後半にベネトンへ復帰。）。

### 1990年シーズン
B190は1990年第3戦サンマリノGPから投入され、アレッサンドロ・ナニーニが第9戦ドイツGPと第10戦ハンガリーGPでトップ争いを繰り広げた。しかしナニーニは3位表彰台を獲得した第14戦スペインGP終了後にヘリコプター墜落事故に遭い戦線から離脱。ネルソン・ピケが第15戦日本GPと最終戦オーストラリアGPで2連勝をマークした。ナニーニの代役として加入したロベルト・モレノは日本GPで優勝したピケに次ぐ2位表彰台を獲得し、チーム史上初となる1-2フィニッシュを成し遂げた。

### 1991年シーズン

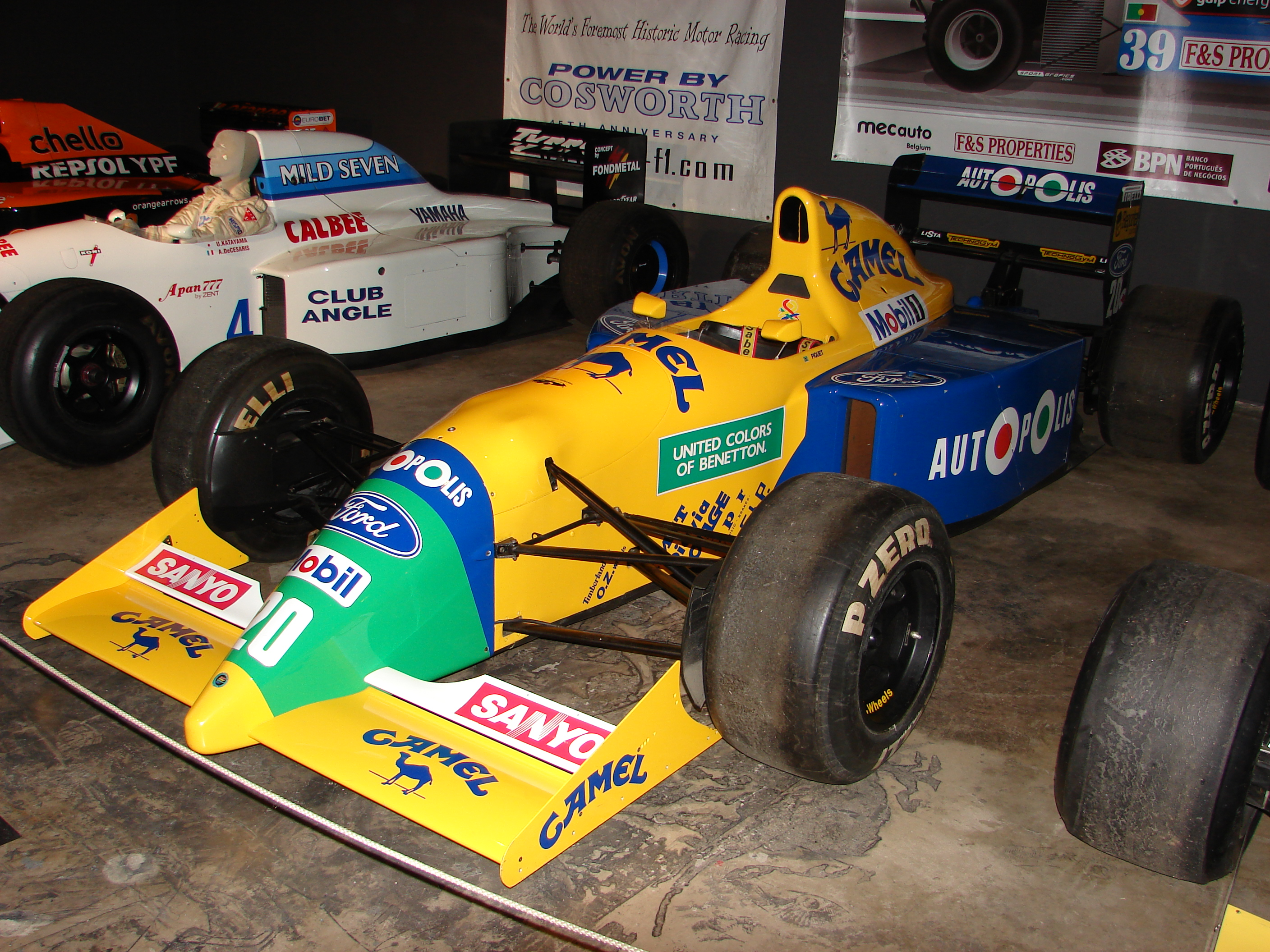
ベネトン・B190（1991年シーズン用カラーリング）

1991年、開幕戦アメリカGPに向けて、レギュレーション変更に適合させたB190Bにモディファイされ、第2戦ブラジルGPまで使用された。タイヤメーカーはグッドイヤーに代わりピレリを装着した。メインスポンサーがキャメルになり、これまでの極彩色のカラーリングから一転して、キャメルのイメージカラーである黄色をメインとしたカラーリングに変更された。

## 成績
| 年   | マシン | タイヤ | No. | ドライバー | 1                  | 2            | 3              | 4          | 5          | 6            | 7            | 8            | 9          | 10             | 11           | 12           | 13             | 14           | 15                         | 16                 | ポイント | ランキング |
| ---- | ------ | ------ | --- | ---------- | ------------------ | ------------ | -------------- | ---------- | ---------- | ------------ | ------------ | ------------ | ---------- | -------------- | ------------ | ------------ | -------------- | ------------ | -------------------------- | ------------------ | -------- | ---------- |
| 1990 | B190   | G      |     |            | アメリカ合衆国の旗 | ブラジルの旗 | サンマリノの旗 | モナコの旗 | カナダの旗 | メキシコの旗 | フランスの旗 | イギリスの旗 | ドイツの旗 | ハンガリーの旗 | ベルギーの旗 | イタリアの旗 | ポルトガルの旗 | スペインの旗 | 1988年日本グランプリ (4輪) | オーストラリアの旗 | 71       | 3位        |
| 1990 | B190   | G      | 19  | ナニーニ   |                    |              | 3              | Ret        | Ret        | 4            | 16           | Ret          | 2          | Ret            | 4            | 8            | 6              | 3            |                            |                    | 71       | 3位        |
| 1990 | B190   | G      | 19  | モレノ     |                    |              |                |            |            |              |              |              |            |                |              |              |                |              | 2                          | 7                  | 71       | 3位        |
| 1990 | B190   | G      | 20  | ピケ       |                    |              | 5              | DSQ        | 2          | 6            | 4            | 5            | Ret        | 3              | 5            | 7            | 5              | Ret          | 1                          | 1                  | 71       | 3位        |

- 太字はポールポジション、斜字はファステストラップ。

| 年   | マシン | タイヤ | No. | ドライバー | 1                  | 2            | 3              | 4          | 5          | 6            | 7            | 8            | 9          | 10             | 11           | 12           | 13             | 14           | 15                         | 16                 | ポイント | ランキング |
| ---- | ------ | ------ | --- | ---------- | ------------------ | ------------ | -------------- | ---------- | ---------- | ------------ | ------------ | ------------ | ---------- | -------------- | ------------ | ------------ | -------------- | ------------ | -------------------------- | ------------------ | -------- | ---------- |
| 1991 | B190B  | P      |     |            | アメリカ合衆国の旗 | ブラジルの旗 | サンマリノの旗 | モナコの旗 | カナダの旗 | メキシコの旗 | フランスの旗 | イギリスの旗 | ドイツの旗 | ハンガリーの旗 | ベルギーの旗 | イタリアの旗 | ポルトガルの旗 | スペインの旗 | 1988年日本グランプリ (4輪) | オーストラリアの旗 | 38.5     | 4位        |
| 1991 | B190B  | P      | 19  | モレノ     | Ret                | 7            |                |            |            |              |              |              |            |                |              |              |                |              |                            |                    | 38.5     | 4位        |
| 1991 | B190B  | P      | 20  | ピケ       | 3                  | 5            |                |            |            |              |              |              |            |                |              |              |                |              |                            |                    | 38.5     | 4位        |

- 太字はポールポジション、斜字はファステストラップ。

## 補足
- 1990年オーストラリアGPでピケはレースカーでなくTカーで勝利したが，津川哲夫はこのTカー担当メカニックであった。